# حوزه انتخابیه بیستم فلوریدا

حوزه انتخابیه بیستم فلوریدا

حوزه انتخابیه بیستم فلوریدا یک حوزه انتخابیه مجلس نمایندگان آمریکا است که در ایالت فلوریدا قرار دارد.